# Rompan todo: La historia del rock en América Latina
Rompan todo: La historia del rock en América Latina és una minisèrie documental i musical de l'any 2020, basada en el moviment del rock en espanyol a Llatinoamèrica. La sèrie és transmesa pel servei web Netflix. Va ser creada per Nicolás Entel i dirigida per Picky Talarico. Comptà amb la producció executiva de Nicolás Entel, Picky Talarico, Iván Entel i el músic argentí Gustavo Santaolalla i la producció de la companyia Red Creek.
Aquesta minisèrie narraria l'evolució del rock a Llatinoamèrica des dels seus orígens als anys 50, basada en el rock and roll nord-americà, la seva connexió amb l'àmbit sociopolític dels països on es va desenvolupar, fins a l'actualitat; amb els seus protagonistes com a narradors dels successos presentats, que presenta artistes com Fito Páez, Charly García, Andrés Ciro Martínez, Àlex Lora, entre d'altres.
Es va estrenar el 16 de desembre del 2020 per Netflix i compta amb 6 capítols d'aproximadament una hora de durada.

## Episodis
| Número | Títol              | Descripció |
| ------ | ------------------ | --- |
| 1      | La Rebeldía        | El rock llatinoamericà es va inspirar amb The Beatles, i La Bamba de Ritchie Valens, però va trobar la seva força en la joventut i la resistència al totalitarisme.         |
| 2      | La Represión       | La banda Peace and Love comença a corejar "Tenim el poder" a Avándaro, el primer festival de rock de Mèxic el 1971, i el govern reaccionà prohibint el rock and roll.       |
| 3      | Música a Colores   | Després de la caiguda de la dictadura militar argentina el 1983 i el terratrèmol de la Ciutat de Mèxic el 1985, el rock en espanyol es dispara amb enginy i identitat.      |
| 4      | Rock en tu idioma  | Soda Stereo, a Argentina, va ser el primer grup a crear èxits llatinoamericans, seguit de Caifanes a Mèxic i Los Prisioneros a Xile en temps de Pinochet.                   |
| 5      | Un solo continente | A Mèxic, Café Tacvba combinaria el rock amb la música tradicional mexicana mentre Aterciopelados, que triomfa a MTV Llatí, faria el mateix amb ritmes i sons de Colòmbia.   |
| 6      | Una nueva era      | Les bandes de rock donarien suport a l'aixecament zapatista a Mèxic. Cada vegada apareixen més dones a l'escena, i la música evolucionà cap a l'electrònica i el reggaeton. |